# Крусейдер
Крейсерский танк Mk.VI «Крусейдер» (англ. Tank Cruiser Mk.VI «Crusader», от англ. crusader — «крестоносец»), A15 — британский средний крейсерский танк периода Второй мировой войны.
C конца 1930-х годов британская военная доктрина предусматривала развитие двух основных типов танков: тяжелобронированого танка поддержки пехоты и быстрого крейсерского танка. Незадолго до второй мировой войны компании Nuffield Mechanizations предлагают принять участие в разработке крейсерского танка Covenanter A13 Mk.III — компания отказывается и сосредоточивается на разработке своей собственной модели — A15 Crusader. Множество проблем с Covenanter приводят к тому, что вместо него начинают производство Crusader.
Изначально, танк вооружался двухфунтовым орудием в основной башне и пулемётом BESA в отдельной пулемётной башенке. Танк массой в 18,8 тонн отличался высокой подвижностью — со своим 12-цилиндровым двигателем Liberty L-12 и подвеской Кристи он развивал скорость в 40 км/ч. Для достижения этого разработчикам пришлось пожертвовать бронированием — танк имел тонкую броню башни (20 мм) и 26 мм брони лба корпуса.
Производство Crusader Mk.I было начато в мае 1941 года, первая партия танков была отправлена в северную Африку в 7-ю танковую дивизию. Боевое крещение танк получил во время попытки снять осаду Тобрука (операция Battleaxe). Танки не смогли противостоять хорошо бронированным Pz.Kpfw. III; кроме того, они имели проблемы с надёжностью. Усвоив полученные уроки, англичане выпустили модель Mk.II. В ней улучшили бронезащиту и удалили неэффективную пулемётную башенку. Венцом развития стала модель Mk.III с более мощным шестифунтовым орудием. Танк активно использовался во время боёв в Северной Африке в 1941—1942 годах.
С появлением к 1943 году более совершенных танков, таких как M4 «Шерман» и Mk VIII «Кромвель», «Крусейдеры» переводились на второстепенные роли или переделывались в самоходные артиллерийские установки. Производство танка было закончено в 1943 году. В ходе серийного производства в 1941—1943 годах было выпущено более 5300 экземпляров «Крусейдера», ставшего одним из самых многочисленных британских танков Второй мировой. В СССР танки «Крусейдер» не поставлялись.

## Варианты и модификации
На базе "Крусейдера Мк.III" собирались зенитные самоходные установки Crusader AA (AA - Anti-Air). Было создано 3 модификации этих машин:
- Crusader AA Mk.I — с открытой башней в форме усечённой четырёхугольной пирамиды с установленной 40-мм пушкой Bofors L/60.
- Crusader AA Mk.II — с закрытой многогранной башней, вооружённой двумя 20-мм пушками Oerlikon.
- Crusader AA Mk.III — с модифицированной башней от Mk.II с двумя 20-мм пушками Oerlikon (на несколько ЗСУ в экспериментальном порядке устанавливалось 3 таких пушки) и 7,7-мм пулемётом Vickers, а также расположением радиостанции возле механика-водителя (ранее устанавливалась в башне).

## В массовой культуре
В британской кампании игры «Call of Duty 2» (кампания, посвящённая боевым действиям в Северной Африке) используется британцами. Также он присутствует в играх серии «Блицкриг» и «В тылу врага».
Присутствует в танковом симуляторе на Андроид «Wild Tanks Online» в качестве лёгкого танка 3-го уровня английской ветки развития. Также присутствует в  компьютерной ММО игре World of Tanks в качестве исследуемого лёгкого танка VI уровня британской ветки развития. В мобильной версии World of Tanks Blitz  в качестве исследуемого лёгкого танка V уровня британской ветки развития. В игре "War Thunder" представлен в модификациях Mk.II и Mk.III в британской и французской ветках развития, а в первой и его зенитные варианты Mk.I и Mk.II.